# يوزيف جونغ
يوزيف جونغ (بالمجرية: Jung József)‏ هو مهندس معماري مجري، ولد في 1734 في يهلافا في التشيك، وتوفي في 22 أغسطس 1808 في بشت في المجر.